# لويز بلامر
لويز بلامر (بالإنجليزية: Louise Plummer)‏ (1942)؛ روائية أمريكية.